# 2-Phenylethylacetat
2-Phenylethylacetat oder Essigsäure-2-phenylethylester ist der natürlich vorkommende Carbonsäureester der Essigsäure mit 2-Phenylethanol. Die Verbindung wird als Duft- und Aromastoff verwendet.

## Vorkommen

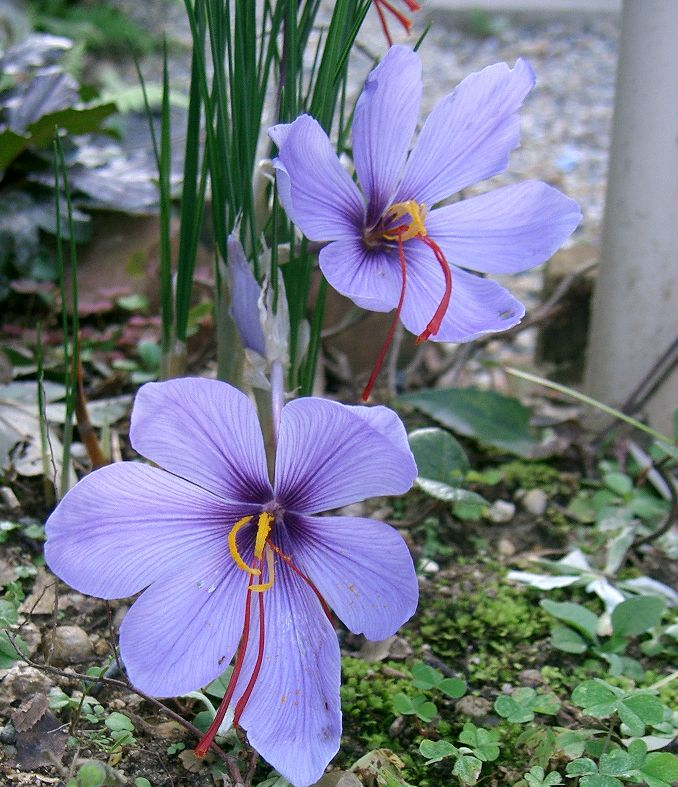
Die Staubblätter des Safran-Krokus, Crocus sativus, enthalten 2-Phenylethylacetat

2-Phenylethylacetat kommt in den Früchten und Blüten diverser Pflanzen vor, unter anderem in diversen Myrtengewächsen. Dazu gehören die Surinamkirsche und Eugenia stipitata aus der Gattung Kirschmyrten (Eugenia), die Echte Guave und Psidium cattleianum aus der Gattung der Guaven (Psidium), sowie Narcissus viridiflorus aus der Gattung Narcissus. Mit etwa 15 % ist es einer der wichtigsten unter den flüchtigen Verbindungen aus den Staubblättern des Safrans. Die Verbindung ist außerdem in den Blüten von Actinidia chinensis und von gelben Teerosen, sowie in Zuckermelonen, Cantaloupemelonen und Plattpfirsichen enthalten. Außerdem kommt sie in Essigen, Wein und in Cognac vor. 2-Phenylethylacetat kommt außerdem im Eschen-Ahorn vor und dient der Wanze Boisea rubrolineata möglicherweise als Hinweis um Nahrung zu finden.

## Herstellung
2-Phenylethylacetat kann aus 2-Phenylethanol und Acetanhydrid hergestellt werden, beispielsweise durch Titandioxid-Nanopartikel, die mittels Wasserstoffperoxid aktiviert werden, in Dichlormethan. Enzymatisch kann es gewonnen werden durch Umesterung aus Vinylacetat oder Acetanhydrid mit einer Lipase aus Candida antarctica oder aus Vinylacetat mit einer Acyltransferase aus Mycobacterium smegmatis. Eine biotechnologische Herstellung aus L-Alanin mittels Kluyveromyces marxianus ist ebenfalls möglich.

## Eigenschaften
2-Phenylethylacetat ist eine klare, farblose bis gelbliche Flüssigkeit und riecht nach Rosen.

## Verwendung
2-Phenylethylacetat wird in der Größenordnung zwischen 100 und 1000 Tonnen pro Jahr als Duftstoff in Kosmetika verwendet. Es wird außerdem als Aromastoff verwendet und ist in der EU unter der FL-Nummer 09.031 für Lebensmittel allgemein zugelassen.

## Sicherheitshinweise
Die akute Toxizität von 2-Phenylethylacetat ist gering. In verschiedenen Tierversuchen wurden orale LD50-Werte von mindestens 2,4 g/kg Körpergewicht ermittelt, sowie noch höhere dermale LD50-Werte an Kaninchen. Die Verbindung reizt die Augen. In sehr großen Mengen wurden in Tests an Kaninchen auch Hautreizungen festgestellt, bei Tests mit geringeren Applikationsmengen an menschlichen Versuchsteilnehmern jedoch nur in seltenen Fällen. In verschiedenen Versuchen konnte keine sensibilisierenden oder mutagenen Eigenschaften festgestellt werden.